# فرانك كارلسون
فرانك كارلسون (بالإنجليزية: Frank Carlson)‏ هو سياسي أمريكي، ولد في 23 يناير 1893 في كونكورديا في الولايات المتحدة، وتوفي بنفس المكان في 30 مايو 1987. نشط حزبياً في الحزب الجمهوري.

## مناصب
- انتخب رئيس مجلس الإدارة (1932 – 1934).
- انتخب رئيس مجلس الإدارة ( – 1949).
- انتخب رئيس مجلس الإدارة (1949 – 1950).
- انتخب رئيس مجلس الإدارة (1932 – 1934).
- انتخب حاكم كانساس [الإنجليزية]‏ (29 نوفمبر 1950 – 28 نوفمبر 1950).
- انتخب عضو مجلس نواب كنساس (1929 – 1933).
- انتخب Non-voting members of the United States House of Representatives [الإنجليزية]‏ (3 يناير 1935 – 3 يناير 1947).
- انتخب عضو مجلس الشيوخ الأمريكي عن دائرة كانساس (29 نوفمبر 1950 – 3 يناير 1969).

## وصلات خارجية
- فرانك كارلسون على موقع إن إن دي بي (الإنجليزية)
- فرانك كارلسون على موقع ديسكوغز (الإنجليزية)